# Юмагулов, Харис Юмагулович
Харис Юмагулович Юмагулов (баш. Харис Йомағол улы Йомағолов, 1891—1937) — один из лидеров Башкирского национального движения, советский партийный и государственный деятель, председатель Башревкома (1919—1920).

## Биография
Родился 3 января 1891 года в деревне Хасаново Имилеевской волости Николаевского уезда Самарской губернии (ныне Большечерниговский район Самарской области). По национальности башкир.
С 1914 года по 1916 год учился в Московском сельскохозяйственном институте. В 1917 году окончил Московскую школу подготовки прапорщиков.
Был членом партии РКП(б) с 1917 года по 1920 год и ВКП(б) с 1931 года по 1935 года.
После Февральской революции становится одним из лидеров Башкирского национального движения. В башкирском национальном движении представлял леворадикальное крыло. После I и II Всебашкирских съездов Юмагулов избран членом Башкирского областного шуро (совета) Башкурдистана, а во время III Всебашкирского учредительного съезда — в предпарламент Малый Курултай.
В 1919 году избирается председателем Башкирской национальной партии («Ирек»). После признания автономии Советскими властями, Харис Юмагулович становится председателем Башкирского ревкома (1919—1920) и секретарем Башкирского обкома РКП(б) (АБСР). Стал одним из участников Январского конфликта 1920 года. В январе 1920 году его исключают из РКП(б) и отзывают в Москву.
С 1921 года Юмагулова назначают руководителем Курсов учителей Башкирской АССР, а также уполномоченным в Постоянном представительстве Башкирской АССР при Президиуме ВЦИК. В 1931 году восстанавливают в ВКП(б). В 1935 году исключён из партии.
Репрессирован как «башкирский националист». В июле 1937 года был обвинён в участии в антисоветской националистической организации. Расстрелян в ноябре 1937 года. Хариса Юмагуловича реабилитировали в 1959 году.
Сестра — Р. Я. Кушаева, убита летом 1937 года.

## Публикации
- Об одном неудачном опыте изучения национальной политики в Башкирии в 1918—1920 гг. // Пролетарская революция. 1928. № 3(74). — С. 170—195.